# Nemesis (1839)
El Nemesis fue el primer buque de guerra británico de hierro. Fue el mayor de una clase de seis buques similares encargados por el «Comité Secreto» de la Compañía de las Indias Orientales. El Némesis, junto con sus gemelos Phlegethon, Pluto, Proserpine, Ariadne y Medusa, fue construido por los astilleros de John Laird en Birkenhead y William Fairbairn & Sons en Millwall.
Botado en 1839, el Nemesis fue enviado a China, donde llegó a finales de 1840, y fue utilizado con gran éxito en la primera guerra del Opio por el capitán William Hutcheon Hall y, más tarde, en 1842, por el capitán Richard Collinson. Los chinos se referían a él como el «barco del diablo».
El Nemesis fue un cañonero construido en tres meses por el astillero británico John Laird's Birkenhead Iron Works. Tenía una eslora de 184 pies (56 m), una manga de 29 pies (8,8 m), un calado de 6 pies (1,8 m) cuando estaba lleno de carbón y de menos de 5 pies cuando iba cargado con menos carga, y una carga de 660 toneladas. Estaba propulsado por dos motores Forrester de sesenta caballos de potencia y armado con dos cañones pivotantes de 32 libras y cuatro de 6 libras. El buque, propulsado a vapor y vela, era especialmente eficaz en China porque su escaso calado de sólo metro y medio le permitía remontar los ríos para perseguir y atacar a otros buques y objetivos.

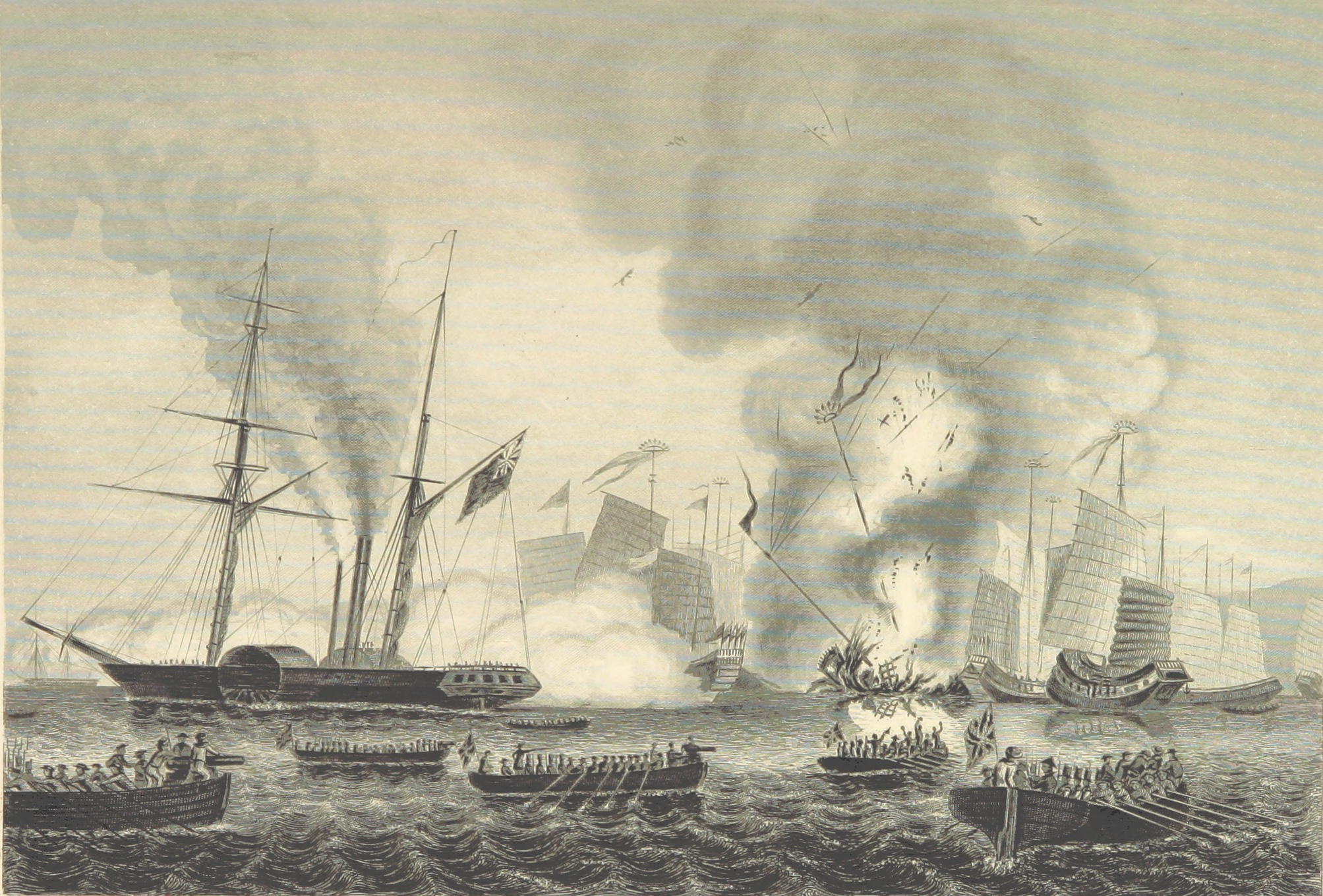
Dibujo del Nemesis (Allon 1841).

El Nemesis llegó a las costas de China a finales de 1840, aunque cuando zarpó de Liverpool se hizo público que se dirigía a Odesa para mantener el viaje en secreto.[6] Un oficial británico escribió que el estallido de la primera guerra del Opio «se consideró una oportunidad extremadamente favorable para probar las ventajas o no de los buques de vapor de hierro». Entró en acción por primera vez en la segunda batalla de Chuenpi el 7 de enero de 1841 contra la flota china en los fuertes de Bocca Tigris. En la batalla de First Bar (27 de febrero), el Nemesis hundió el Cambridge, un viejo pero rearmado East Indiaman que los chinos habían comprado. 
Laird Brothers exhibió un modelo del H.E.I.C. «Nemesis» (1839) en la Exposición de Chicago de 1893.

## Literatura
- «Narrative of the voyages and services of the Nemesis from 1840 to 1843 and of the combined naval and military operations in China : comprising a complete account of the colony of Hong-Kong. And remarks on the character and habits of the Chinese : Bernard, W. D. (William Dallas) : Free Download, Borrow, and Streaming : Internet Archive». Internet Archive (en inglés). 25 de marzo de 2023. Consultado el 13 de mayo de 2024.

- Datos: Q6991110
- Multimedia: Nemesis (ship, 1839) / Q6991110